# Matozinhos (ort)
Matozinhos är en ort i Brasilien.   Den ligger i kommunen Matozinhos och delstaten Minas Gerais, i den sydöstra delen av landet, 600 km sydost om huvudstaden Brasília. Matozinhos ligger 814 meter över havet och antalet invånare är 30 843.
Terrängen runt Matozinhos är lite kuperad. Närmaste större samhälle är Pedro Leopoldo, 7,8 km sydost om Matozinhos.
Omgivningarna runt Matozinhos är huvudsakligen savann. Runt Matozinhos är det tätbefolkat, med 308 invånare per kvadratkilometer.